# 卡倫德峰
卡倫德峰（英語：Callender Peak）是南極洲的山峰，位於瑪麗伯德地，處於墨菲火山東北面17公里，美國地質調查局根據測量和美國海軍拍攝的空中照片繪入地圖，現時由南極條約體系管理。